# Comuna Creaca, Sălaj
Creaca (în maghiară: Karika) este o comună în județul Sălaj, Transilvania, România, formată din satele Borza, Brebi, Brusturi, Ciglean, Creaca (reședința), Jac, Lupoaia, Prodănești și Viile Jacului.

## Așezare
Comuna Creaca este așezată în zona de contact dintre Munții Meseș, Dealurile Dumbrava și Depresiunea Almaș-Agrij.

## Demografie
Componența etnică a comunei Creaca
     Români (89,27%)
     Romi (4,43%)
     Alte etnii (0,69%)
     Necunoscută (5,61%)
Componența confesională a comunei Creaca
     Ortodocși (70,48%)
     Baptiști (10,83%)
     Penticostali (10,38%)
     Martori ai lui Iehova (1%)
     Alte religii (1,63%)
     Necunoscută (5,67%)
Conform recensământului efectuat în 2021, populația comunei Creaca se ridică la 2.890 de locuitori, în creștere față de recensământul anterior din 2011, când fuseseră înregistrați 2.803 locuitori. Majoritatea locuitorilor sunt români (89,27%), cu o minoritate de romi (4,43%), iar pentru 5,61% nu se cunoaște apartenența etnică. Din punct de vedere confesional, majoritatea locuitorilor sunt ortodocși (70,48%), cu minorități de baptiști (10,83%), penticostali (10,38%) și martori ai lui Iehova (1%), iar pentru 5,67% nu se cunoaște apartenența confesională.
Evoluția numărului de locuitori ai comunei Creaca de-a lungul timpului  așa cum apar în lucrarea lui Traian Ience, Monografia școlilor din comuna Creaca, Ed. Caiete Silvane, Zalău, 2016, ISBN 978-606-914-017-8
| 1750: 1374 locuitori |                      | 1920: 4669 locuitori |
| 1786: 2697 locuitori | 1930: 5345 locuitori |                      |
| 1850: 3087 locuitori | 1941: 5508 locuitori |                      |
| 1857: 3133 locuitori | 1956: 5313 locuitori |                      |
| 1869: 3697 locuitori | 1966: 4622 locuitori |                      |
| 1880: 3367 locuitori | 1977: 4181 locuitori |                      |
| 1890: 3874 locuitori | 1992: 3278 locuitori |                      |
| 1900: 3983 locuitori | 2002: 3046 locuitori |                      |
| 1910: 4739 locuitori | 2011: 2803 locuitori |                      |

## Politică și administrație
Comuna Creaca este administrată de un primar și un consiliu local compus din 11 consilieri. Primarul, Ioan-Eugen Terec[*], de la Partidul Național Liberal, este în funcție din 2008. Începând cu alegerile locale din 2024, consiliul local are următoarea componență pe partide politice:
|  | Partid                          | Consilieri | Componența Consiliului | Componența Consiliului | Componența Consiliului | Componența Consiliului | Componența Consiliului | Componența Consiliului |
|  | ------------------------------- | ---------- | ---------------------- | ---------------------- | ---------------------- | ---------------------- | ---------------------- | ---------------------- |
|  | Partidul Național Liberal       | 6          |                        |                        |                        |                        |                        |                        |
|  | Partidul Social Democrat        | 3          |                        |                        |                        |                        |                        |                        |
|  | Alianța pentru Unirea Românilor | 2          |                        |                        |                        |                        |                        |                        |

## Scurt istoric
Legăturile strânse cu orașul roman Porolissum, prezența cimitirului roman de la Jac, Castrul roman de la Brusturi, atestarea creștinismului încă din secolul al VIII-lea (chilia creștină de la Jac), funcția de vamă, sunt câteva elemente care confirmă importanța comunei Creaca de-a lungul istoriei.

## Economie
Deși dispune de bogate resurse ale subsolului, cărbune la Lupoaia, nisipuri cuarțoase la Borza, calcare aflate în exploatare la Prodănești, activitatea principală ca ramură a comunei rămâne agricultura.

## Atracții turistice

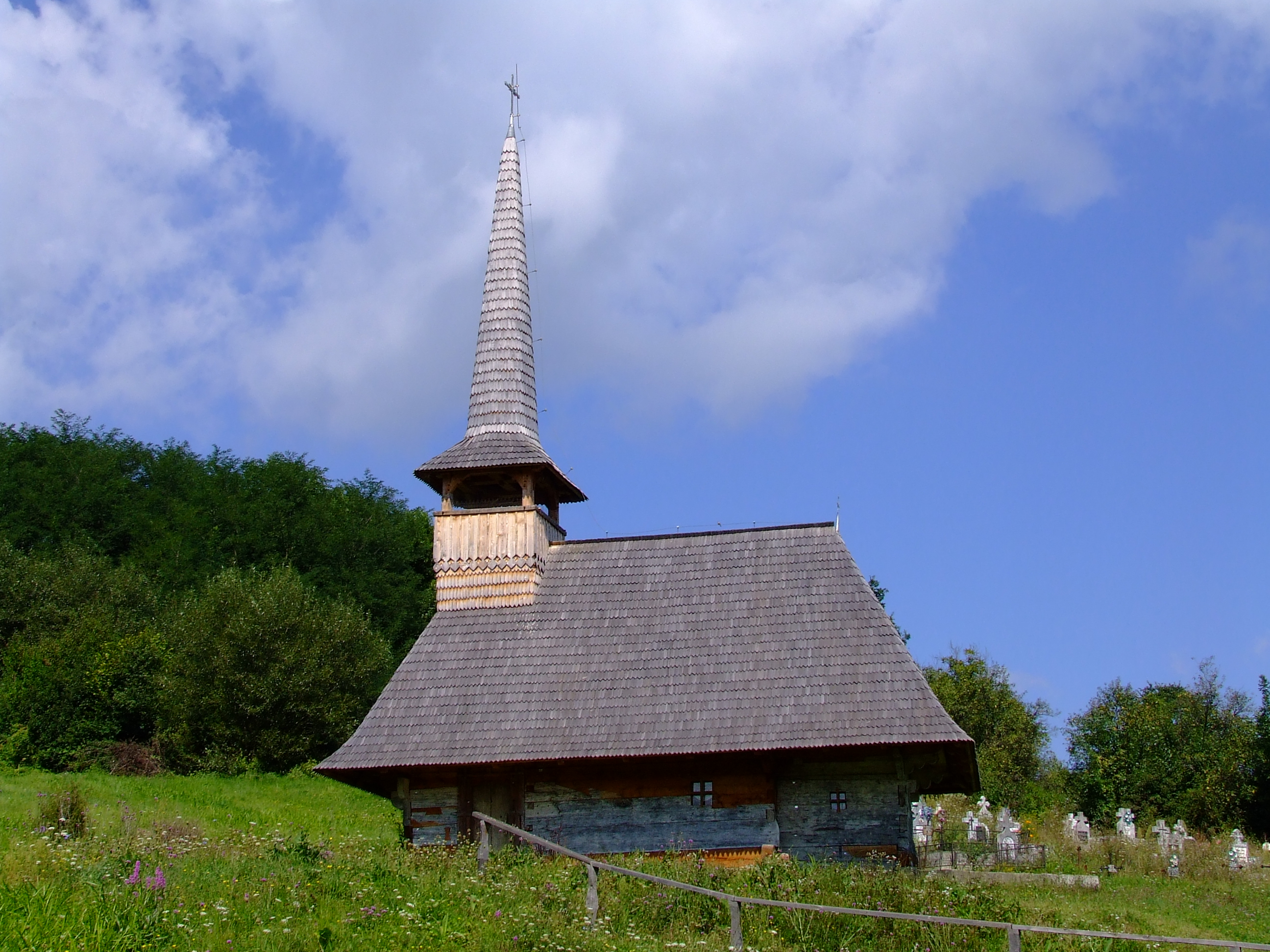
Biserica de lemn din satul Prodănești

- Biserica de lemn din satul Borza, construită în anul 1758, monument istoric
- Biserica de lemn din satul Brebi, construită în anul 1759, monument istoric
- Biserica de lemn din satul Brusturi, construită în anul 1701, monument istoric
- Biserica de lemn "Sfântul Nicolae" din Creaca, construită în anul 1710, monument istoric
- Biserica de lemn din Jac, construită în anul 1759, monument istoric
- Biserica de lemn "Sfântul Gheorghe" din Prodănești, construită în anul 1650, monument istoric
- Castrul roman de la Brusturi
- Dealurile Dumbrava